# Miguel Ángel Loureiro
Miguel Angel Loureiro Rico (Ferrol, La Coruña, 24 de septiembre de 1956) es un exjugador de baloncesto español que ocupaba la posición de alero.
Toda su carrera deportiva transcurrió en el CB OAR Ferrol, jugando durante quince años en el primer equipo ferrolano, doce de ellos en la primera categoría del baloncesto español.

## Trayectoria deportiva
- 1978-80 Segunda División CB OAR Ferrol
- 1980-83 Liga Nacional CB OAR Ferrol
- 1983-87 ACB CB OAR Ferrol
- 1987-88 Primera B CB OAR Ferrol
- 1988-93 ACB CB OAR Ferrol